# Geistermesse
Eine Geistermesse ist im Volksglauben eine Messe,  bei der tote Priester eine Seelenmesse zelebrieren. Viele Sagen und Märchen dieses Erzähltyps sind überliefert, zum Beispiel schon im Magnum speculum exemplorum. In der bildenden Kunst ist eine Geistermesse auf zwei  Altarretabelflügeln aus dem Berner Münster zu sehen (Kunstmuseum Bern), die zu dem Allerseelenaltar gehören, den der Berner Stadtschreiber Thüring Fricker (etwa 1430–1519) für alle Armen Seelen der Stadt Bern gestiftet hat. Auch mit dem Kölner Dom wird ein solches Geschehnis in Verbindung gebracht.